# Leovegildo Lins da Gama Júnior
Leovegildo Lins da Gama Júnior (normalt bare kendt som Júnior) (født 29. juni 1954 i Abelardo Luz, Brasilien) er en tidligere brasiliansk fodboldspiller, der op gennem 1980'erne spillede som back på Brasiliens landshold, samt hos klubberne Flamengo, Torino og Pescara. Han blev i 2004 udvalgt til FIFA 100, en kåring af de 125 bedste nulevende fodboldspillere gennem historien.
Júnior blev brasiliansk mester med Flamengo fire gange, og en enkelt gang pokalvinder. I 1981 vandt han med klubben desuden både Copa Libertadores og Intercontinental Cup.

## Landshold
Júnior nåede i løbet af sin karriere at spille 74 kampe og score seks mål for Brasiliens landshold, som han repræsenterede i årene mellem 1979 og 1992. Han var en del af den brasilianske trup til både VM i 1982 og VM i 1986, og deltog også i Copa América i 1983.

## Titler
Brasiliansk mesterskab
- 1980, 1982, 1983 og 1992 med Flamengo

Brasiliansk pokalturnering
- 1990 med Flamengo

Copa Libertadores
- 1981 med Flamengo

Intercontinental Cup
- 1981 med Flamengo